# Il bersaglio vivente
Il bersaglio vivente è un cortometraggio muto del 1913 diretto da Luigi Maggi e interpretato da Giulietta De Riso.